# Fiducie-sûreté
La fiducie-sûreté (ce qui se traduit le mieux par trust by way of security en anglais) est une fiducie constituée à fin de servir de sûreté. Un constituant, débiteur, transfère à un fiduciaire, créancier, des biens, des droits ou des sûretés en garantie de sa créance.